# Comunicació sèrie síncrona
La comunicació sèrie síncrona descriu un protocol de comunicació sèrie en què "les dades s'envien en un flux continu a velocitat constant".
La comunicació síncrona requereix que els rellotges dels dispositius transmissors i receptors estiguin sincronitzats – funcionant a la mateixa velocitat – de manera que el receptor pugui mostrar el senyal als mateixos intervals de temps utilitzats pel transmissor. No calen bits d'inici ni de parada. Per aquest motiu "la comunicació síncrona permet passar més informació sobre un circuit per unitat de temps" que la comunicació sèrie asíncrona. Amb el temps, els rellotges de transmissió i de recepció tendiran a separar-se, requerint una resincronització .

## Protocols orientats a byte
Els primers protocols síncrons eren protocols orientats a bytes, on la sincronització es mantenia mitjançant la transmissió d'una seqüència de caràcters sincrònics inactius quan la línia no transmetia dades de manera activa o de manera transparent dins d'un bloc de transmissió llarg. Abans de cada transmissió s'enviava un nombre determinat d'inactivitats. El <i id="mwGA">protocol IBM Binary Synchronous</i> (Bisync) encara està en ús. Altres exemples de protocols orientats a bytes són el Synchronous Transmission-Receive (STR) d'IBM i el Digital Data Communications Message Protocol (DDCMP) de Digital Equipment Corporation. Altres fabricants d'ordinadors oferien sovint protocols similars, que es diferencien principalment en petits detalls.

## Protocols orientats a bit
Els protocols orientats a bit són protocols síncrons que veuen les dades transmeses com un flux de bits sense semàntica ni significat. Els codis de control es defineixen en termes de seqüències de bits en lloc de caràcters. La sincronització es manté en una línia inactiva mitjançant la transmissió d'una seqüència predefinida de bits. El "Synchronous Data Link Control" o control síncron d'enllaç de dades (SDLC) especifica que una estació segueixi transmetent una seqüència d''1' bit en una línia inactiva. Les dades que s'han de transmetre en una línia inactiva tenen el prefix d'una seqüència de bits especial '01111110'b, anomenada "flag". SDLC va ser el primer protocol orientat a bits desenvolupat, i més tard va ser adoptat per l'Organització Internacional per a l'Estandardització (ISO) com a Control d'enllaç de dades d'alt nivell (HDLC). Altres exemples de protocols orientats a bits són el Logical Link Control (LLC)-IEEE 802.2 i el protocol ANSI Advanced Data Communication Control Procedures (ADCCP).